# Karl-Marx-Kulturpalast (Mariupol)

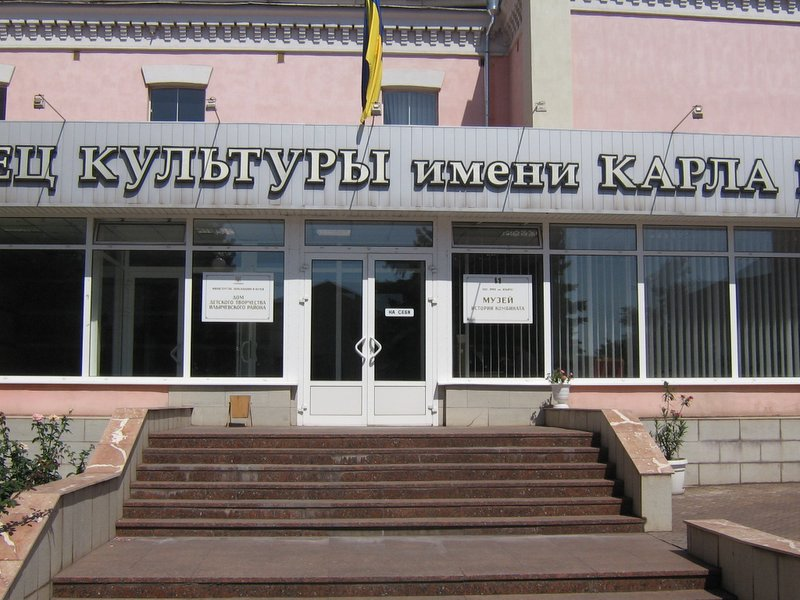
Karl-Marx-Kulturpalast (2009)

Der Karl-Marx-Kulturpalast (russisch Дворец культуры имени Карла Маркса) war eine Kultureinrichtung im ukrainischen Mariupol. Das Gebäude wurde im Frühjahr 2022 im russischen Angriffskrieg gegen die Ukraine zerstört.

## Geschichte

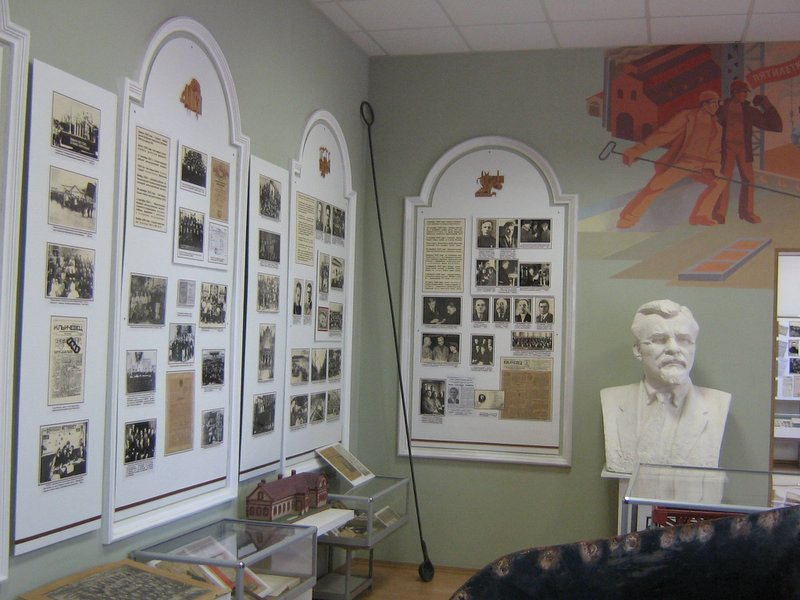
Blick ins Museum

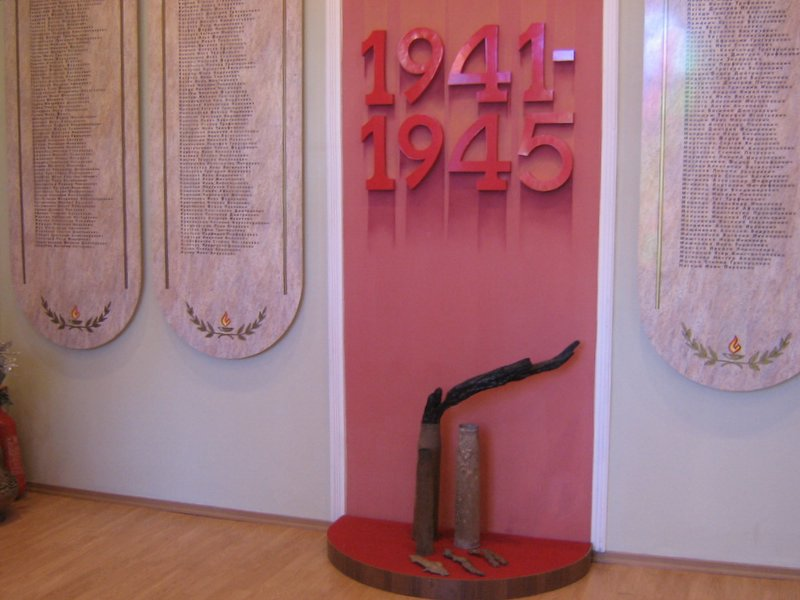
Weltkriegserinnerung im Museum

Im Jahr 1897, kurz nach Gründung der Iljitsch Eisen- und Stahlwerke Mariupol, entstand östlich der Werke ein Klubhaus, das höheren Angestellten – insbesondere den Ingenieuren – offen stand und ihnen Kulturveranstaltungen anbot. Es gab Klubräume, eine Bibliothek und ein Billardzimmer. Der Klub gilt als der älteste für Metallurgen im gesamten Donbass und das Gebäude als erstes Kulturzentrum dieses Typs in Mariupol. Mit der Oktoberrevolution und ihren Folgen (Russischer Bürgerkrieg) wurde der Klub für Arbeiter geöffnet und später in Karl-Marx-Klub umbenannt.
Im Zweiten Weltkrieg wurde das Gebäude niedergebrannt, so dass es nach Entwürfen von O. K. Pleskow ab dem 30. Dezember 1946 restauriert werden musste. Im Jahr 1957 wurde das Klubhaus endgültig zum Kulturpalast. In den Amateurkunstgruppen waren mehr als 700 Menschen organisiert, aber mit der Eröffnung des Kulturpalastes der Metallurgen zogen etliche dieser Gruppen dorthin um. Im Gebäude befanden sich vor allem das Museum der Werksgeschichte und die Bibliothek des Gewerkschaftskomitees. Seit dem Jahr 1991 war auch das „Haus der Kinder- und Jugendkreativität“ (russisch Дом детского и юношеского творчества Ильичевского района, dann ukrainisch КЗ «Будинок дитячої та юнацької творчості Кальміуського району») im Kulturpalast untergebracht. Es brachte neues Leben ins Gebäude, denn in seinen 95 Gruppen waren zirka 1500 Kinder organisiert. In den Jahren von 2001 bis 2003 wurde das ehemalige Klubhaus saniert.
Während der Belagerung von Mariupol im Frühjahr 2022 wurde das Gebäude schwer beschädigt. Der Ostflügel stürzte ein, die südliche Glasfront wurde ebenso beschädigt wie das Dach. Im Obergeschoss des Westflügels wurde die Fassade an Ost- und Westseite aufgerissen. Der westliche Anbau, in dem sich die Verwaltung befand, stürzte teilweise ein. Auch große Teile des Daches wurden zerstört.

## Museum der Geschichte des Iljitsch-Werks

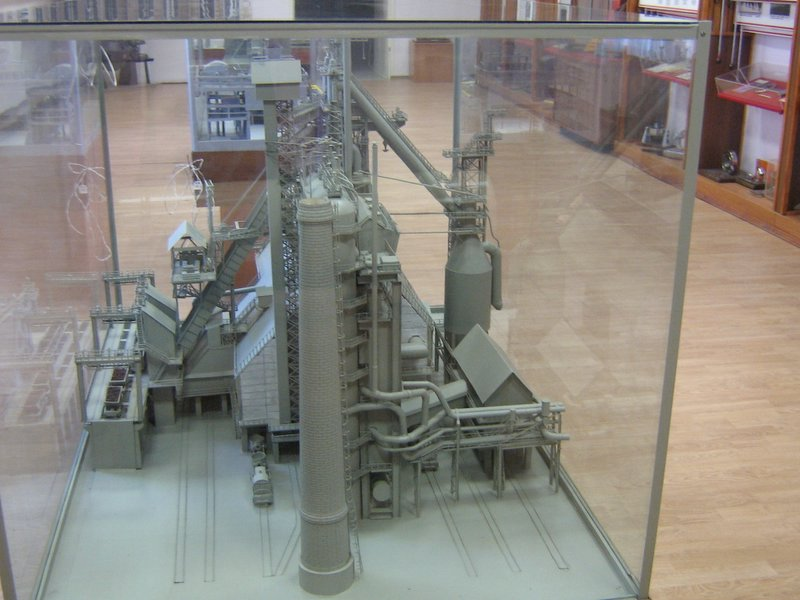
Werksmodell im Museum

Das Museum der Geschichte des Iljitsch-Werks (ukrainisch Музей історії комбінату Ілліча) eröffnete am 20. Februar 1987 in dem Kulturpalast. Durch den Umzug einiger Amateurkunstgruppen in das Kulturhaus der Metallurgen boten sich die frei gewordenen Räumlichkeiten dafür an, die bisher auf kleinem Raum untergebrachten Exponate im zweiten Stockwerk auszustellen. Das Museum bestand zunächst aus vier Räumen mit Exponaten, darunter Fotografien und Auszeichnungen. Der erste Raum erzählte die Gründungsgeschichte des Museums, der zweite die Geschichte des Werkes und seiner Mitarbeiter sowie ihrer Kriegseinsätze, der dritte von der Zeit nach dem Krieg und der vierte von den Direktoren. Im Jahr 2002 kam es zu einem Wasserschaden durch eine Heizungsanlage, so dass eine Sanierung des Gebäudes notwendig wurde. Anlässlich des 120. Jahrestages der Gründung der Iljitsch Eisen- und Stahlwerke wurde das Museum erweitert und bestand seitdem aus 12 Sälen und zwei Galerien. Zudem gab es ein funktionierendes Modell eines Walzwerkes mit Sinter und Hochofen.

## Haus der Kinder- und Jugendkreativität
Zu den das Gebäude seit 1991 nutzenden Vereinen zählte das Volkstanzensemble „Primel“ (russisch Народный ансамбль народного танца «Первоцвет»), die Zirkusgruppe „Arena“ (russisch Народный цирковой коллектив «Арена»), mehrere Vokalensembles („MID“, „Regenbogen“), das Jugendpressezentrum „Klassiki“ (russisch Детско-юношеский пресс-центр «Классики»), ein Gesellschaftstanzensemble (russisch Ансамбль бального танца «Феерия») oder auch ein choreografisches Ensemble (russisch Ансамбль хореографических миниатюр «Сударушки»). Als außerschulische Bildungseinrichtung gehörte das „Haus der Kinder- und Jugendkreativität“ zu den bedeutendsten der Region Donezk. Es wurde am 21. März 1949 im Zusammenhang mit dem Pionierhaus gegründet und zählt damit zu den ältesten außerschulischen Bildungseinrichtungen in Mariupol. Es wuchs immer weiter, so dass zeitweise 2160 Kinder und Jugendliche in den Vereinen registriert waren, die die Räumlichkeiten nutzten.

## Veranstaltungen
Mehrere nationale Festivals wurden alljährlich im Kulturpalast veranstaltet, darunter das Allukrainische Festival der Kinder- und Jugendvarieté- und Zirkuskunst „Licht des Prometheus“ (russisch Всеукраинский фестиваль детского и юношеского эстрадно-циркового искусства «Огни Прометея») und das Allukrainische Festival der stimmlichen Kreativität von Kindern und Jugendlichen „klingende Stimmen“ (ukrainisch Всеукраинский фестиваль детско-юношеского вокального творчества «Голосні дзвіночки»). Daneben wurden auch regionale Festivals regelmäßig ausgerichtet.